# Rhodesiella rotundata
Rhodesiella rotundata är en tvåvingeart som beskrevs av Nartshuk 1991. Rhodesiella rotundata ingår i släktet Rhodesiella och familjen fritflugor. Inga underarter finns listade i Catalogue of Life.